# Capatárida
Capatárida ist ein venezolanisches Dorf im Bezirk Buchivacoa, im Bundesstaat Falcón. Im Jahr 2007 hatte es 5500 Einwohner. Im Jahr 2010 hatte es, zusammen mit umliegenden Siedlungen 5635 Wähler.

## Geschichte

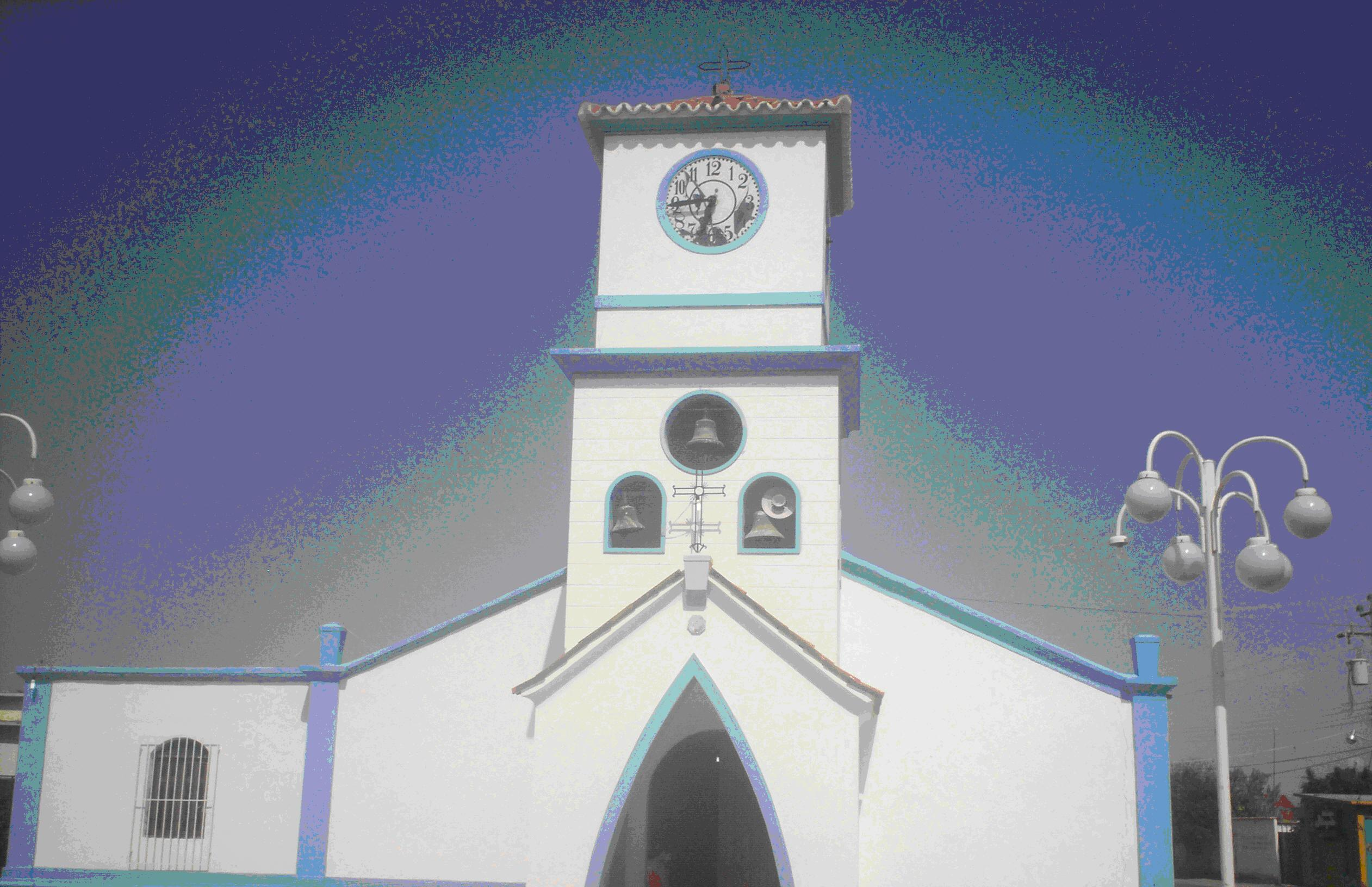
Kirche von Capatárida

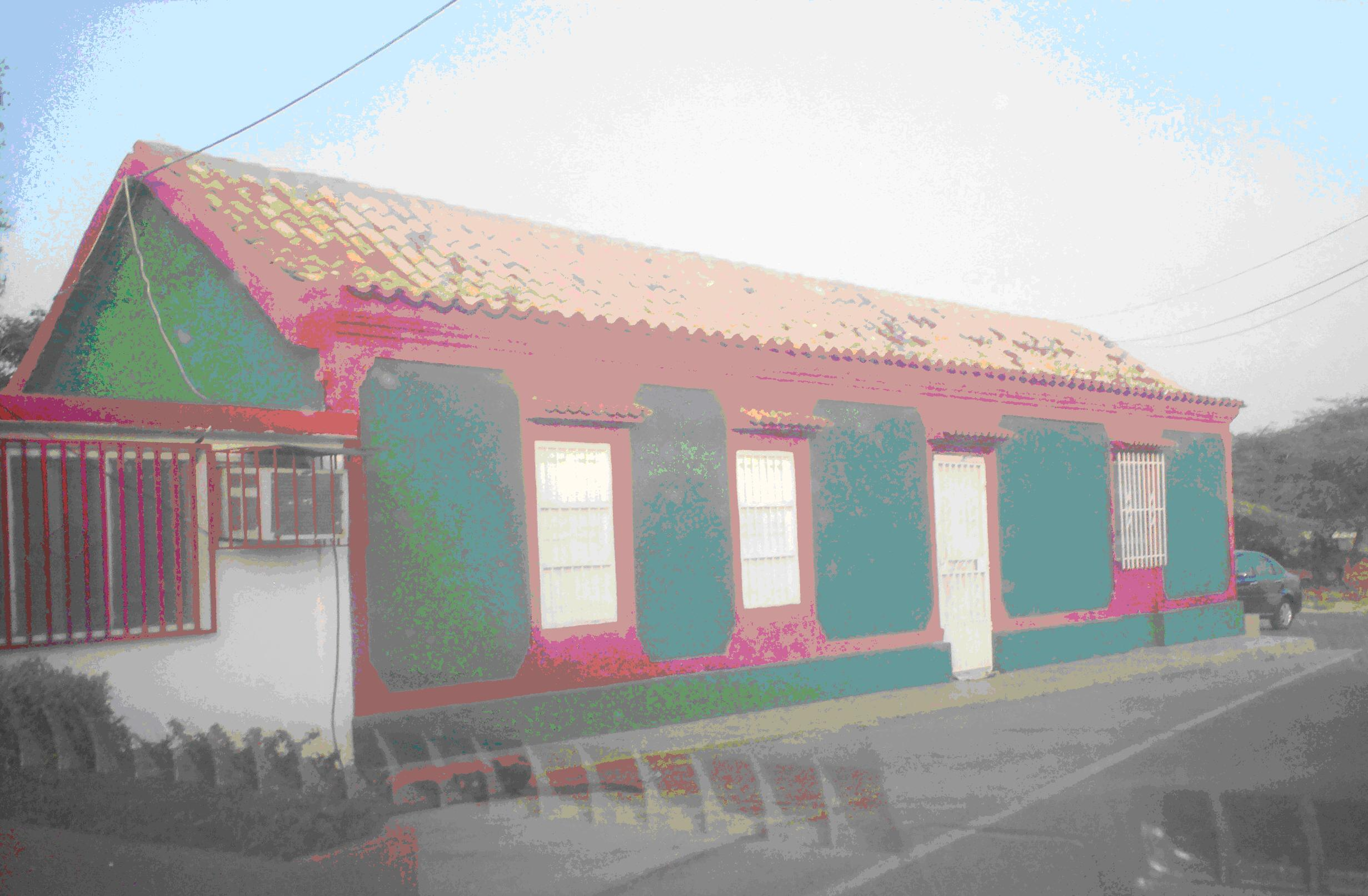
Kolonialhaus von Capatárida

Capatárida war ein Dorf der Caquetío-Indianer. Im Jahr 1525, zwei Jahre nachdem Juan de Ampiés die Stadt Coro gegründet hatte, besuchte er diese Siedlung. Das Dorf wurde durch königliches Dekret als Dorf freier Indianer erklärt, sodass es keine Steuer zu zahlen hatte. Im Jahr 1664 wurde es als pueblo de doctrina (Missionsdorf) anerkannt. Es wurde von der katholischen Kirche in Coro verwaltet. Es war Verwaltungssitz des Bundesstaates am Ende des 19. Jahrhunderts.
Im Föderalen Krieg kam es am 26. und 27. Dezember 1862 bei Buchivacoa (12 km südlich von Capatárida) zu einer vorentscheidenden Schlacht, bei der die Armee der Föderalisten unter Führung von Juan Crisóstomo Falcón die Armee der Konservativen besiegte und infolgedessen auf Coro vorrücken konnte.